# Circuito Urbano do Olympic Green
O Circuito Urbano do Olympic Green foi um circuito de rua montado em volta do Olympic Green, em Pequim, na China.
Com 3.439 km de extensão e 17 curvas na sua última configuração, foi usado especialmente para a Fórmula E em 2014 e 2015 sediando o ePrix de Pequim.
Foi o circuito onde ocorreu o primeiro ePrix da história da Fórmula E.

## Traçado

### 2014
Originalmente com 20 curvas, o circuito possuía um traçado um pouco travado, mesmo para os padrões da Fórmula E, com 4 chicanes e não muito favorável à boas corridas pela falta de bons pontos para ultrapassagens, além de contar com um pit lane no formato de U.

Circuito em 2014

### 2015
No ano seguinte, o traçado teve uma pequena alteração, na qual a primeira chicane (curvas 3, 4 e 5) foi eliminada, reduzindo o circuito em um quilômetro (agora 3.439 km) e tirando 3 curvas (agora 17), com a intenção de melhorar a quantidade de ultrapassagem numa corrida.
Além disso, a agora primeira chicane (curvas 4, 5 e 6) foi levemente apertada, com a intenção de evitar que os pilotos cortassem-na e ganhassem tempo.

## Vencedores
| Ano  | Vencedor        | Resumo |
| ---- | --------------- | ------ |
| 2014 | Lucas Di Grassi | Resumo |
| 2015 | Sébastien Buemi | Resumo |